# Orchestre symphonique de Guiyang
LOrchestre symphonique de Guiyang (贵阳交响乐团 en chinois) est un orchestre symphonique chinois basé à Guiyang, dans la province du Guizhou en Chine. Il a été fondé le 19 février 2009.